# Første slag ved Bull Run
Det første slag ved Bull Run var det første større slag i den amerikanske borgerkrig. I sydstaterne kendt som Slaget ved Manassas. Slaget fandt sted 21. juli 1861, to måneder efter krigens udbrud. Nordstaternes Generalmajor McDowell førte sine tropper fra området omkring Washington D.C. ind i Virginia for at erobre Konføderationens hovedstad Richmond. Om morgenen d. 21. juli blev hans fremrykkende hær mødt af generalerne P.G.T. Beauregard og Joseph E. Johnstons tropper ved floden Bull Run i det nordøstlige Virginia. Slaget bølgede frem og tilbage igennem det meste af dagen. På et tidspunkt så det ud som om nordstatshæren ville sejre, men i sidste øjeblik blev de stoppet af general Thomas J. 'Stonewall' Jacksons brigade på toppen af Henry Hill. Det var ved denne lejlighed, at den legendariske general Jackson fik sit tilnavn "Stonewall", og hele hans brigade af Virginia-tropper blev kendt som "The Stonewall Brigade".
Stonewall-brigadens fremrykning blev begyndelsen til enden for nordstatshæren. De uerfarne soldater, som i mange tilfælde kun havde få ugers træning bag sig, flygtede i panik fra slagmarken. Mange borgere fra Washington, som i forventning om god søndagsunderholdning var kørt ud til slagmarken i deres hestevogne for at se på slaget, blev revet med i flugten. Resultatet var en deroute af både soldater og civile, som ikke standsede, før de var sikkert tilbage i Washington. Imidlertid var sydstatshæren ligeså grøn og uorganiseret som nordstatshæren, så den magtede ikke at følge op på sejren og marchere ind i Washington.
Slaget blev udkæmpet af ca. 32.230 soldater på sydstatssiden og 28.450 på nordstatssiden. Antallet af døde, sårede og savnede udgjorde hhv. knap 1750 til sydstatshæren og 2950 til nordstatshæren, hvilket på det tidspunkt var voldsomme tab, men for intet at regne i forhold til mange af de senere slag i krigen.
Begge hære havde regnet med at afgøre krigen ved dette ene store slag. Dette skete ikke. I stedet udskiftede præsident Abraham Lincoln general McDowell med general George B. McClellan. Denne gik straks i gang med en større oprustning og forberedelse til det næste felttog mod Richmond, som først blev sat i gang det efterfølgende forår.

## Reference
- www.cr.nps.gov/hps/abpp/battles/va005.htm Arkiveret 24. marts 2011 hos  Wayback Machine

38°48′53″N 77°31′22″V / 38.81472°N 77.52278°V